# زاگایه (استان اشوی‌داشکسیه)
زاگایه (به لهستانی: Zagaje) یک منطقهٔ مسکونی در لهستان است که در گمینا یندژیوو واقع شده‌است.